# بک اون هه
بک اون هه (کره‌ای: 백은혜؛ زادهٔ ۱ سپتامبر ۱۹۸۶) بازیگر، مدل و خواننده اهل کره جنوبی است. او به خاطر ایفای نقش در گل نوکدو, منشی کیم چشه؟ و کارآگاه خوب شناخته می‌شود.